# Hoogeveen (Pijnacker-Nootdorp)
Pour les articles homonymes, voir Hoogeveen (homonymie).
Hoogeveen, également Hoogeveen in Delfland pour le distinguer de son homonyme de l'actuelle commune de Rijnwoude, est une ancienne commune néerlandaise de la Hollande-Méridionale. 
La commune a été créée en 1817 par démembrement de la commune de Nootdorp. Dès 1833, la commune est supprimée et rattachée à nouveau à Nootdorp.
En 1840, le hameau comptait 4 maisons et 50 habitants. 